# Mährischer Adler

Mährisches Wappen – Mährischer Adler

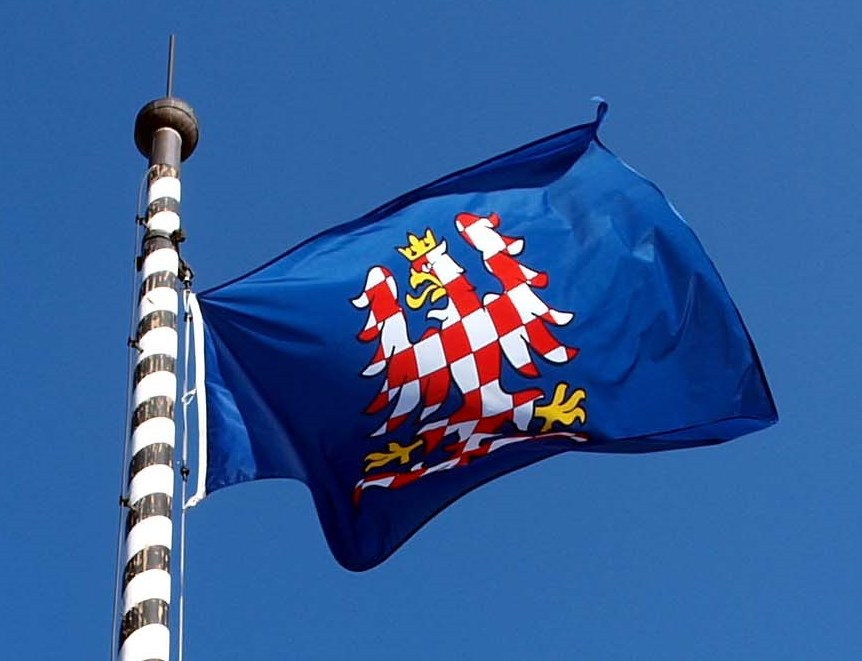
Historische Flagge von Mähren

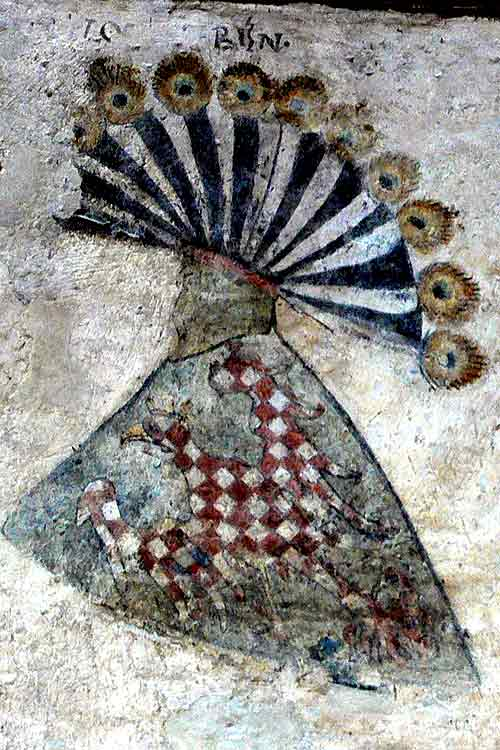
Die älteste erhaltene Farbdarstellung des Wappens des Mährischen Markgrafen (Gozzoburg)

Der Mährische Adler ist eine gemeine Figur in der Heraldik das Wappentier Mährens.
Das Mährische Wappen wird seit Jahrhunderten verwendet und repräsentiert Mähren, ein historisches Land in der heutigen Tschechischen Republik. Das Wappen ist auch in einem der Felder des Großen Wappens der Tschechischen Republik vertreten.
Das Wappen Mährens enthält einen gekrönten silber-rot karierten Adler mit goldenen Krallen und Zunge. Der Adler, der laut Karel Maráz erstmals im Siegel von Markgraf Přemysl von Mähren (1209 – 16. Oktober 1239), einem jüngeren Sohn von König Ottokar I. Přemysl, erschien, könnte kaiserlich sein, sicherlich ist es kein mährischer Adler, aber sehr wahrscheinlich ein Wenzelsadler, Sankt Wenzelsadler (nach seinem Vater Ottokar I. Přemysl). Der erste Typ des Siegels von Markgraf Přemysl ist nur in einer einzigen Kopie dokumentiert, und es kann nicht viel über das abgenutzte Siegelbild gesagt werden. Die Form des Siegels war jedoch ein Giebel, die Füllung des Siegelfeldes ein Löwe. Markgraf Přemysl († 1239) siegelte ursprünglich mit einem Löwen (wie zuvor Markgraf Vladislav Heinrich), aber die Anzahl der Schwänze ist noch ungewiss. Zwei sind nur auf dem Siegel des Markgrafen und des jüngeren Königs Ottokar II. Přemysl (1247) zu sehen. Bei der zweiten Siegelform von Markgraf Přemysl, die in den Jahren 1233–1239 verwendet wurde, handelt es sich bereits um ein typisches einseitiges Reitsiegel für die mährischen Markgrafen. Der Reiter trägt jetzt keinen Löwen mehr auf dem Schild, sondern einen Adler. Es kann jedoch noch kein mährischer Adler sein. Es ist ein Adler als Symbol der Unabhängigkeit vom böhmischen König in Prag. Die Wahl des Siegelreitbildes und des Adlers anstelle des traditionellen Löwen ist offensichtlich Ausdruck des Widerstands des Markgrafen Přemysl gegen seinen älteren Bruder und König Wenzel I., in dem Přemysl zu dieser Zeit blieb.

## Blasonierung
Dargestellt ist im blauen Feld ein goldgekrönter silber-rot geschachter Adler mit goldener Bewehrung.

## Mährischer Adler
Der Mährische Adler in seiner heutigen Form wurde Mitte des 13. Jahrhunderts von Ottokar II. Přemysl geschaffen. Dieser mährische Markgraf ist König von Böhmen geworden und hat neben dem tschechischen Silberlöwen (ursprünglich mährisch) auf dem roten Feld (vor kurzem) begonnen, den silberrot karierten mährischen Adler auf dem blauen Feld einzusetzen. Der silberrote Schachbrettadler mit der goldenen Krone und der goldenen Rüstung (d. H. Schnabel, Zunge und Krallen) auf einem blauen Schild wird zu dieser Zeit von Kunstwerken und amtlichen Dokumenten gefangen genommen.

## Geschichte und Verwendung

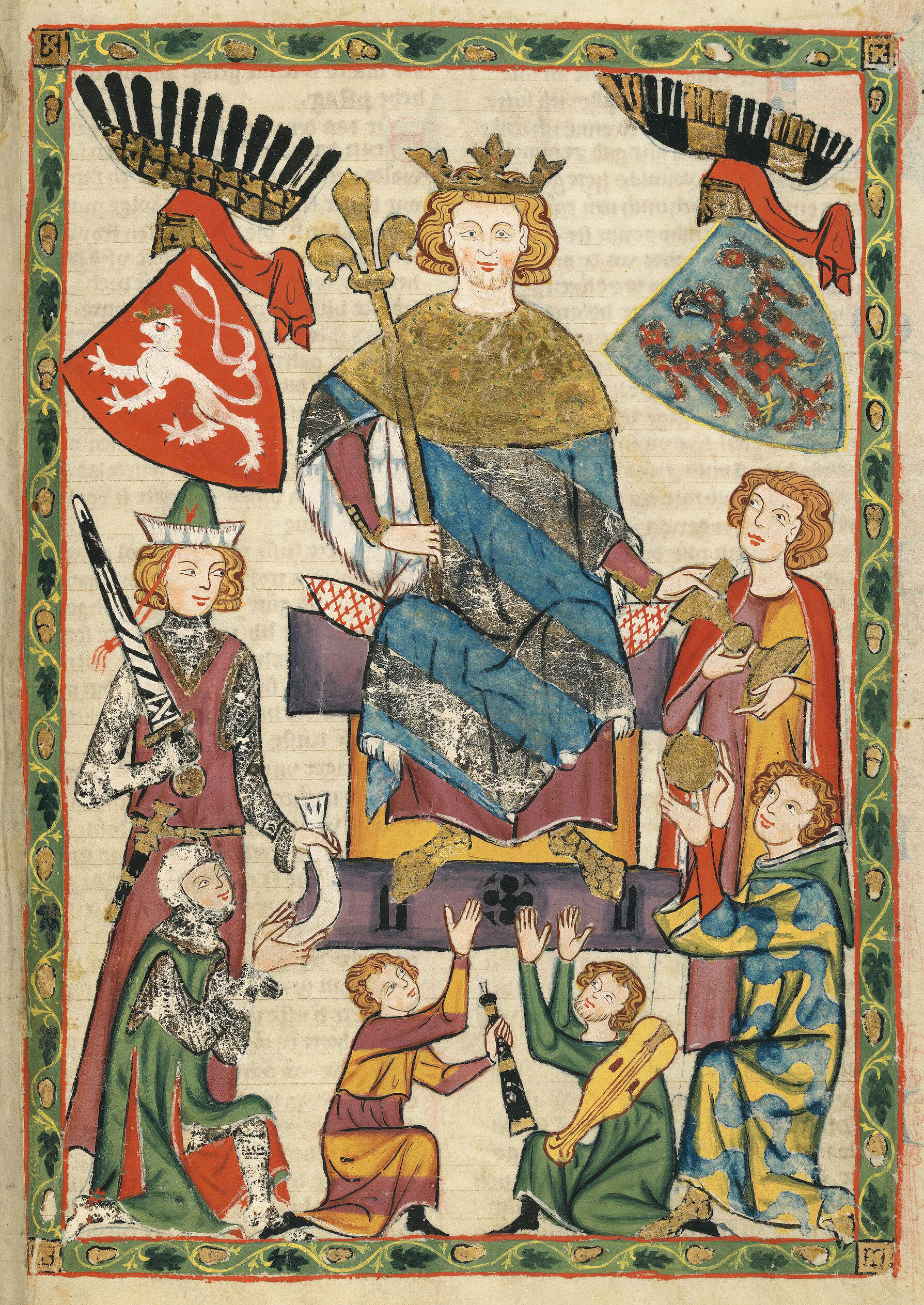
Codex Manesse mit Mährischem Adler

Nachweisbar ist der Adler im Codex Manesse im Bild Wenzels II. von Böhmen.
Der Mährische Adler trug auch einen Brustschild, auf dem die von Kaiser Karl IV. dem Augustinerkloster Brünn geschenkte Ikone zu sehen war. Gezeigt wurde darauf die Mutter Gottes mit Kind als verehrte Retterin der Stadt vor den anrückenden Schwedentruppen im Dreißigjährigen Krieg. Der Adler wurde im Lauf der Geschichte auch mit Mond (Ingeram-Codex) und im 1462 mit geänderten Farben dargestellt.
Der Mährische Adler erscheint auf mehreren Stadtwappen. Ab 1758 zeigte das Wappen von Olmütz einen Mährischen Adler, der mit dem österreichischen Bindenschild und den Initialen „FMT“ (für Kaiser Franz I und Kaiserin Maria Theresia) als Mittelschild geschmückt war. 1934 wurden die österreichischen Elemente entfernt und stattdessen dem Adler die Buchstaben SPQO, die für „Senatus populusque Olomucensis“ („Senat und Volk von Olmütz“) stehen, beigefügt. Die Stadt Znojmo (Znaim) hat, zurückgehend auf ein Siegel von 1272, einen Mährischen Adler mit einem Z auf der Brust als Stadtwappen.

## Die ältesten Farbdarstellungen des Mährischen Adlers
Die älteste Farbdarstellung des Mährischen Adlers befindet sich im Saal des Stadtschlosses von Gozzoburg in Krems, da Ottokar II. Přemysl über die österreichischen Länder regierte.
Spätestens seit der Luxemburger Zeit galt der silberrote Schachbrettadler als Wappen des mährischen Landes. Nach Ansicht einiger Forscher wurden diese Farben von den Farben des tschechischen Löwen abgeleitet (ein silberner Löwe auf einem roten Schild) und drückten die Verbindung Mährens mit dem böhmischen König und der tschechischen Monarchie aus.

### Ursprung des Schachbretts des Mährischen Adlers
Der Mährische Adler unterscheidet sich von vielen anderen heraldischen Adlern durch sein charakteristisches Schachbrett (aquila scacata) oder nach heraldischer Terminologie manchmal auch durch ein Karo (aquila tesserata). Das Adler-Schachbrett ist auf dem ältesten bekannten Siegel der Stadt Znaim seit dem 1. September 1272 dokumentiert. Dies ist das Wappen des Stadtherren, des Königs Ottokar II. Přemysl (seit 1247 mährischer Markgraf). In der barocken künstlerischen Konzeption wird Schach als Rauten verstanden. Viele Forscher haben bereits versucht, den Ursprung des Adlerschachbretts zu erklären.

## Andere alte Farbdarstellungen des Mährischen Adlers

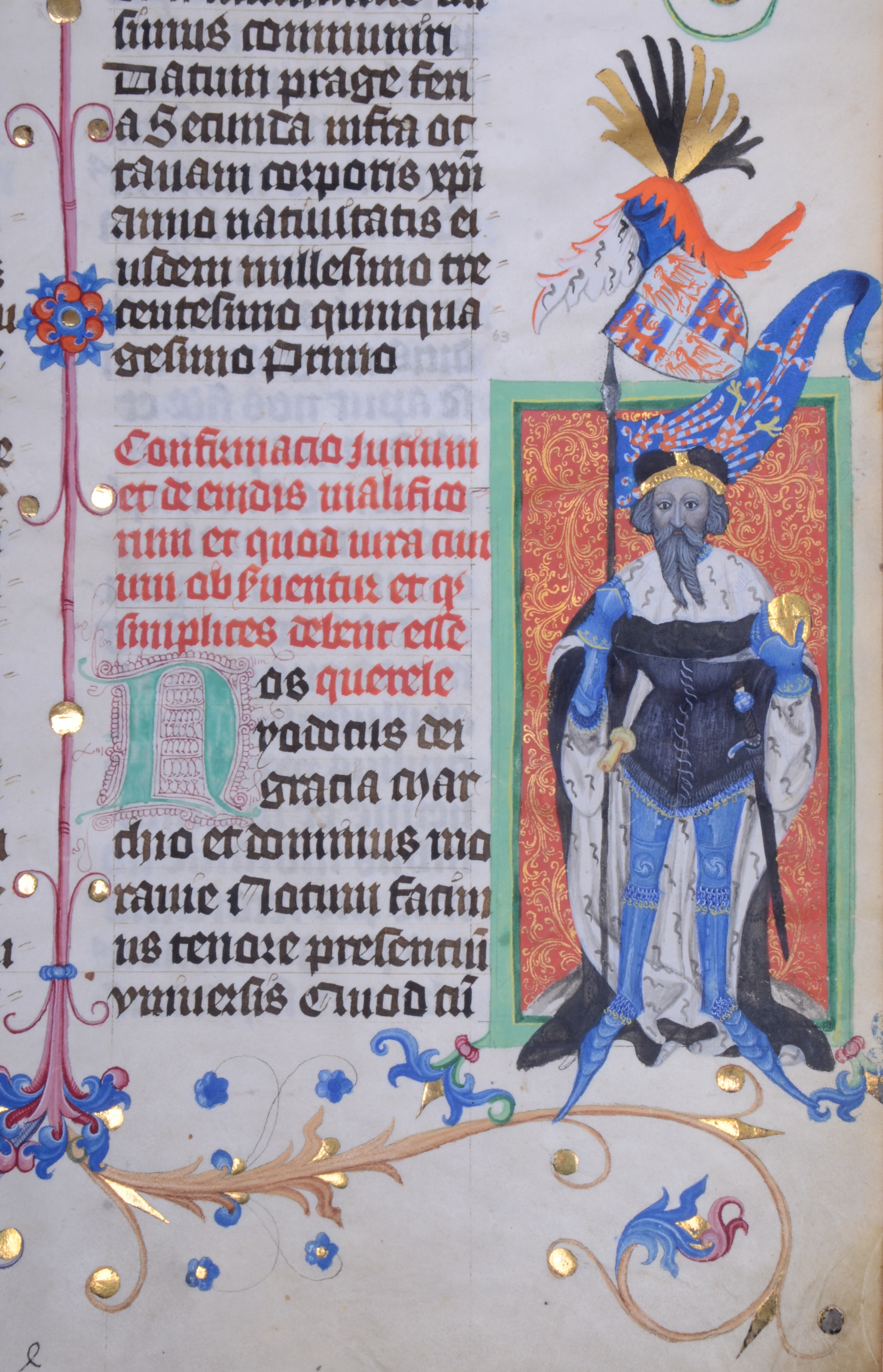
Jobst von Mähren, Miniatur im Codex von Gelnhausen

Die Wappengalerie von Karl IV. auf der Burg Lauf bei Nürnberg stammt aus dem Jahr 1361, erbaut von Kaiser Karl IV. 1356 auf der Reichsstraße zwischen Prag und Nürnberg auf den Ruinen einer älteren Staufer Burg. In der Wappengalerie befinden sich Wappen aus Mähren und Böhmen, anderen Ländern, Geistlichen, Adligen und Städten. Das Wandbild des Mährischen Adlers befindet sich auch im hinteren Teil des Raumes im ersten Stock des großen Turmes der Karlsteiner Burg.

### Rechtsbuch von Jihlava
Viele Darstellungen des Mährischen Adlers stellen Abbildungen aus dem Rechtsbuch von Jihlava (Gelnhausen Codex) vom Anfang des 15. Jahrhunderts (1407) dar, das in weniger als zehn Jahren von einem Rechtsanwalt Johannes von Gelnhausen verfasst wurde.
Der Mährische Adler wird hier in der Wappendekoration des Textes verwendet: auf den Schilden, den Pferdefallen und den Bannern. Die Banner wurden von den mährischen Markgrafen und den böhmischen Königen des 13. bis 15. Jahrhunderts getragen und sind in jedem Stadtprivileg vertreten. Abgebildet sind:
- Wenzel I., König von Böhmen (1230 – 1253)
- Přemysl, mährischer Markgraf (1228 – 1239)
- Ottokar II. Přemysl, mährischer Markgraf (1247 – 1278) und König von Böhmen (1253 – 1278)
- Karl I., mährischer Markgraf (1333 – 1349)
- Karl IV., König von Böhmen (1346 – 1378) und Römisch-deutscher Kaiser (1355 – 1378)
- Johann Heinrich, mährischer Markgraf (1349 – 1375)
- Jobst von Mähren (auch bekannt als von Luxemburg), mährischer Markgraf (1375 – 1411) und Römisch-deutscher König (1410 – 1411). Er erscheint hier allein und mit dem tschechischen Löwen.[19]

## Die älteste schriftliche Erwähnung des Mährischen Adlers
Die älteste schriftliche Erwähnung des Mährischen Adlers findet sich in der versierten Chronik der Ottokar-Steiermark, die die Ereignisse in Mitteleuropa von der Mitte des 13. Jahrhunderts bis zum Ende des ersten Jahrzehnts des 14. Jahrhunderts beschreibt.
Im Zuge der Schlacht von Kressenbrunn am 12. Juli 1260, in der die Truppen des tschechischen Königs und des mährischen Markgrafen Přemysl Otakar II. gewann über die Truppen des ungarischen Königs Béla IV., ist neben dem Banner von Böhmen (weißer Löwe im roten Feld): „in einem rȏten samît ... ein lewe wîz“ beschreibt das Banner von Mähren (weiß-rot karierter Adler): „ein geschâchzabelten arn von rȏter und von wîzer varbe“. Chronik der Ottokar-Steiermark, Verse 7259-7268: „Hern Dietrich Spatzmanen / sach man die banier leiten: / in einem rȏten samît breiten / was gewohrt ein lewe wîz. / ouch heten ir baniere flîz, / die von Merhaeren wârn: / ein geschâchzabelten arn / von rȏter und von wîzer varbe / sach man ob in begarbe / waejen von dem winde.“.

## Das Wappen von Kaiser Friedrich III. Habsburg

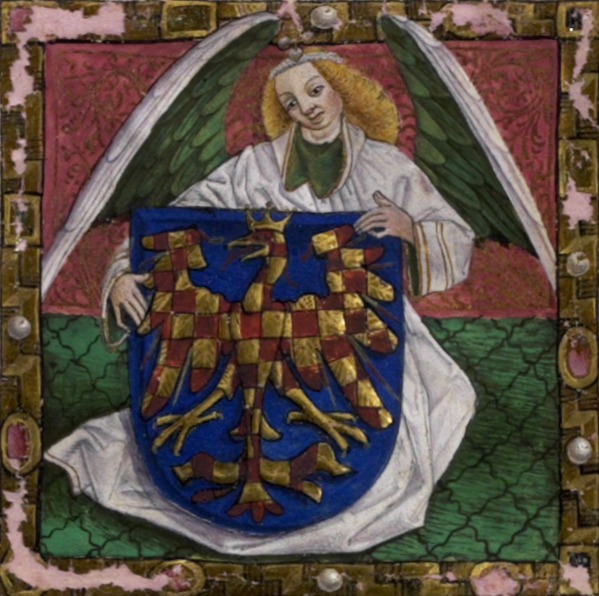
Miniatur mit dem Wappen von 1462 von Friedrich III. Habsburg

Wappenbrief (Zeichenprivileg) des römischen Kaisers Friedrich III. veröffentlicht am 7. Dezember 1462 auf Initiative des Hauptmannes des Landes Mähren und des Marschalls des Königreichs Böhmen, Heinrich von Leipa, änderte den ursprünglichen Silbertinktur des mährischen Adlers, indem er die Schachfelder von Silber in Gold änderte, wodurch das neue ständische Wappen schaffte („color albus in glaucum sive aureum transmutetur“ (weiße Farbe in gelb oder gold geändert)).
Seine Herausgabe ist ein Beispiel für internationale Einflüsse in den schwierigen Momenten der Regierungszeit von König Georg von Podiebrad und für Eingriffe in die inneren Angelegenheiten der böhmischen Krone, weil Friedrich III. Habsburg es den mährischen Ständen als römischer Kaiser gewährte. Mähren war jedoch Teil der böhmischen Krone und laut Kaiser und König Karl IV. Gesetze erlassen, um solche Maßnahmen zu ergreifen, hatte der römische Monarch keine Autorität, weil Mähren unter der direkten Herrschaft des Königs von Böhmen stand.

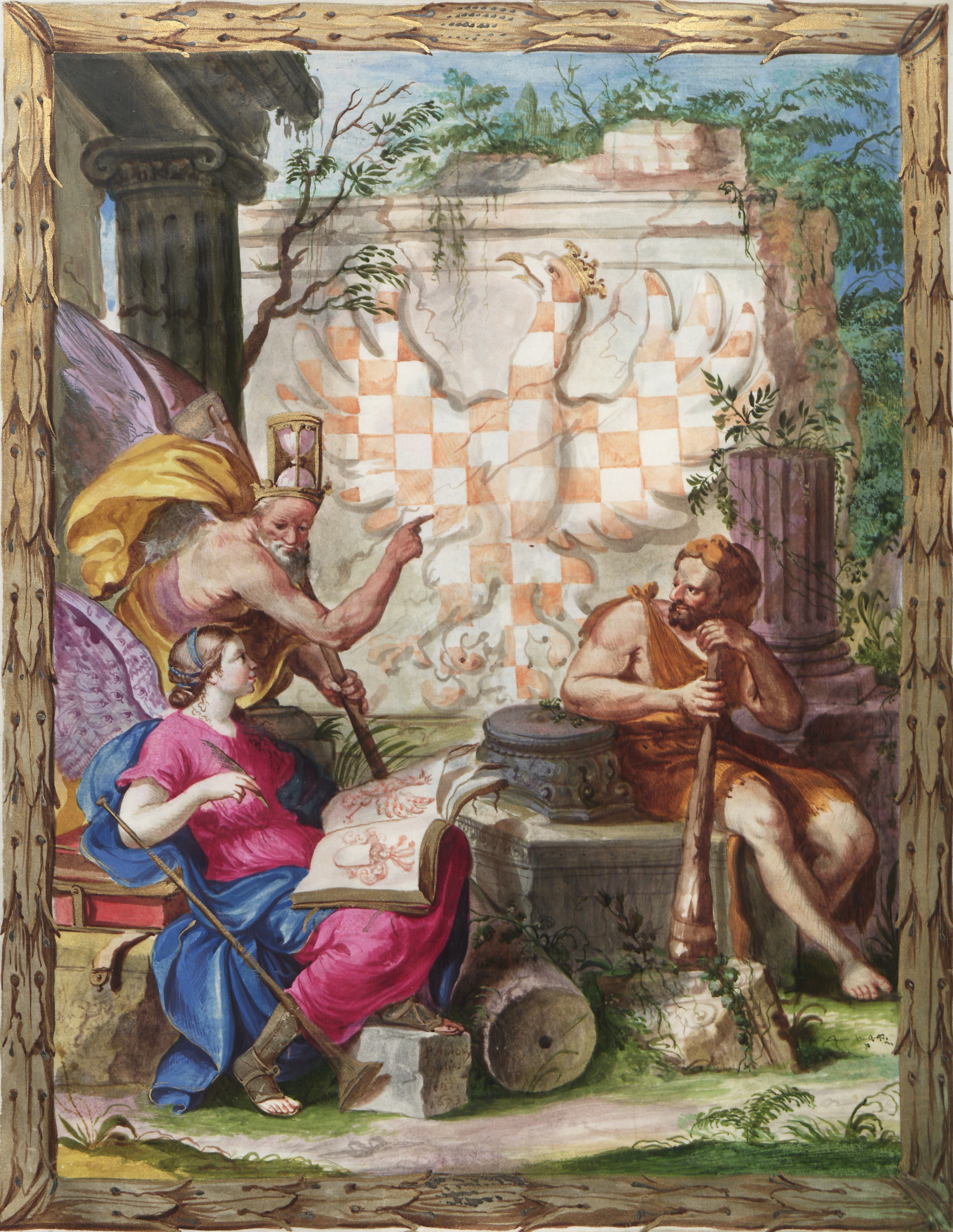
Buch des Ritterstandes von 1671. Die Zeichnung von Antonín Martin Lublinský im Jahr 2018 war Gegenstand eines Puzzles, das während der Ausstellung Mähren als Teil des tschechischen Staates präsentiert wurde

Dieses kaiserliche Privileg wurde von Georg von Podiebrad nicht bestätigt und entsprach nicht dem normalen Gebrauch. Die Urkunde war gültig, weil sie alle gesetzlichen Anforderungen enthielt, aber nicht wirksam war. 1628 tauchte die Urkunde in der Liste der Privilegien auf, die der neu erlassenen Erneuerten Landesordnung nicht widersprechen sollten, und wurde daher, ebenso wie viele andere ältere „harmlose“ Privilegien, von Ferdinand II. rein formal bestätigt, ohne ausdrücklich darauf einzugehen. Das Privileg Friedrichs  vor oder nach 1628 wirkte sich jedoch nicht auf das mährische Wappen aus, wie die bis 1838 veröffentlichten parlamentarischen Artikel, die Provinzverordnungen von 1545, 1562, 1604 und 1628 belegen.
Dies belegt beispielsweise die kaiserliche Abschrift des Manuskripts von Müllers Karte Mährens von 1714-1716, das Kaiser Karl VI. gewidmet war.
Dass der silber-rot karierte Adler im blauen Schild ein Zeichen der Markgrafschaft Mähren ist, bestätigen auch die kaiserlichen Dekrete der zweiten Hälfte des 18. und der ersten Hälfte des 19. Jahrhunderts. Wenn die Änderung der Farbe des mährischen Adlers durch ein Dokument von Friedrich III. Wurde von Anfang an als Änderung des nationalen Wappens verstanden, dann wären alle diese kaiserlichen Dekrete Handlungen, die die Bestimmungen dieses Wappens aufheben.
Das in Friedrichs Privileg beschriebene Wappen wurde später, Ende des 18. Jahrhunderts, vor allem aber ab der ersten Hälfte des 19. Jahrhunderts, das Wappen Mährens genannt (einige Autoren, Politiker, Parteien, Beamte ...). In Bezug auf Böhmen wurde es nicht als stärkendes und verbindendes Element der Staatlichkeit angewendet, wie die Farben des böhmischen Löwen und des mährischen Adlers seit Mitte des 13. Jahrhunderts, sondern als Versuch, es zu stören. Diese Situation eskalierte insbesondere nach 1848, als die doppelte Färbung von Mährer und von den Regionalbehörden verwendeten Symbole zu Streitigkeiten führte. Somit ist die Urkunde kein Beispiel für die Entwicklung der gegenseitigen Staatlichkeit, sondern vielmehr eine externe Machtstörung mit Zentrifugaltendenzen.

## 19. Jahrhundert

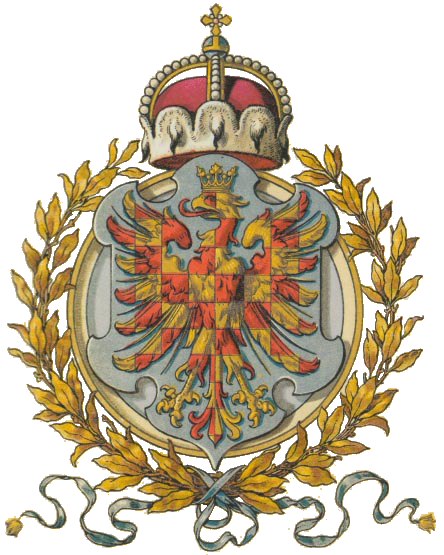
Wappen von Mähren (nicht offiziell) gemalt um 1890 von Hugo Gerard Ströhl

Die Tatsache, dass das mährische Wappen in zwei Formen in Mähren vorkam, wurde erst im 19. Jahrhundert zum Problem. Das jahrhundertealte und offiziell gültige Wappen war der silberrote Schachadler mit goldener Krone und Rüstung im blauen Schild. Die Urkunde vom 7. Dezember 1462 erlaubte den Einsatz roter und goldener Schachadler, obwohl sie in der Praxis nicht durchgesetzt wurden. Dies führte dazu, dass die Vertreter der mährischen Provinzverwaltung, insbesondere aus den 30. und 40. Jahren des 19. Jahrhunderts, gegen Ende des 18. Jahrhunderts ein gewisses Bewusstsein erlangten. Trotz der zunehmenden Bemühungen, das Wappen vom Kaiser anerkennen zu lassen, erkannte er es erst 1915 an. Einige der Aussagen der Wiener Behörden besagten jedoch, dass die Verwendung von Rot- und Goldschach Adlerschach sich nicht widersteht. Während des gesamten 19. Jahrhunderts stellte sich die Frage, ob es ein gültiges, aber offiziell ineffektives Wappen Friedrichs III. Habsburg, vor dem historisch genutzten und bestätigten Wappen Mährens Vorrang hat.

## 20. Jahrhundert
Bis 1915 wurde der silber- und rotkarierte Adler im großen und mittleren Wappen von Österreich-Ungarn verwendet. 1915 wurde das Schach eines Adlers, der das mährische Wappen im mittleren Wappen darstellt, von Rot-Silber in Rot-Gold geändert, als im Oktober 1915 öffentlich eine Änderung des nationalen Wappens Österreich-Ungarisch angekündigt wurde.
So wurde erst 1915 das Wappen für Österreich geschaffen (ehemals inoffizieller Begriff für „Die im Reichsrat vertretenen Königreiche und Länder“), ein Name, der die Bedeutung der Zentralregierung betont, in dem das Wappen Mährens mit dem Adler-Rotgold-Schach eingeführt wurde. In der Zwischenzeit verwendeten das Königreich Österreich und Ungarn das Wappen für ganz Österreich-Ungarn, und in Ungarn (Länder der ungarischen Krone) verwendete sich das ungarische Wappen. Diese Wappen wurden dann in den Jahren 1915–1918 verwendet.

### Tschechoslowakische Republik
Nach der Gründung der Tschechoslowakei kehrte das Mährische Wappen, das Teil des Staatswappens der Tschechoslowakischen Republik wurde, zu Silber zurück. Seit 1918 ist der Schachadler im Wappen Mährens wieder silberrot gebunden. Diese Tatsache wurde durch das Gesetz Nr. 252/1920 Slg. und in jüngerer Zeit, als die Tschechische Republik gegründet wurde, durch das Gesetz Nr. 3/1993 Slg. im Sinne der Verfassung der Tschechischen Republik, in dem es klar über Böhmen, Mähren und Schlesien geschrieben steht.

Mittleres Wappen der Tschechoslowakischen Republik (1920–1939)

### Tschechische Republik
Das mährische Wappen ist heute Teil des großen Staatswappens der Tschechischen Republik, das im Staatssymbolgesetz der Tschechischen Republik beschrieben ist: „Das Große Staatswappen besteht aus einem gevierten Schild: im ersten und vierten Feld in Rot ein aufgerichteter goldgekrönter und goldbewehrter zweischwänziger silberner Löwe, im zweiten Feld in Blau ein goldgekrönter und goldbewehrter von Silber und Rot geschachter Adler, im dritten Feld in Gold ein goldgekrönter und rotbewehrter schwarzer Steinadler, belegt mit einem silbernen Halbmond, der auf den Flügelenden kleeblattförmig und auf der Brust oben in ein Kreuz ausläuft.“

Wappen der Tschechischen Republik (1990–1992)
Wappen der Tschechischen Republik (1992 von Jiří Louda)

## 21. Jahrhundert

### Wappen der Regionen
Nach ihrer Gründung erhielten die neuen Regionen das Recht, bei dem Abgeordnetenhaus des Parlaments der Tschechischen Republik ein Wappen und eine Flagge anzufordern. Der Unterausschuss für Heraldik und Vexillologie des Abgeordnetenhauses hat den Regionen empfohlen, ihre historische Zugehörigkeit zu den ursprünglichen Ländern in ihrem Wappen (und ihren Flaggen) zu berücksichtigen. Die Regionen Böhmens wurden vom tschechischen Löwen, der Mährisch-Schlesischen Region, dem Schlesischen Adler, den Mährischen Regionen und Regionen, deren Teil zu Mähren gehört, dem Mährischen Adler empfohlen. Der Mährische Adler in diesem Wappen gilt als silberrot karierter Adler, der auf dem Wappen des Königreichs Böhmen und dem Wappen der österreichisch-ungarischen Monarchie basiert.

Wappen der Pardubitzer Region.
Wappen der Region Hochland.
Wappen der Südmährischen Region.
Wappen der Olmützer Region.
Wappen der Mährisch-Schlesischen Region.
Wappen der Zliner Region.

### Wappen der Südmährischen Region
In dem Wappen der Südmährischen Region sind zwei Adler. Im ersten Feld des geviertelten Schildes befindet sich ein mährischer Adler und im vierten Feld ein goldroter Schachadler mit goldener Rüstung. Dies entspricht der Flagge der Region, in der das obere polblaue Feld des geviertelten Blattes einen mährischen Adler und das untere flatternde blaue Feld einen gelb-roten Brustadler mit gelber Rüstung aufweist.
Der Böhmische Löwe, der Schlesische Adler und der Mährische Adler sind einzigartige heraldische und vexillologische Figuren. Sie müssen nicht näher beschrieben werden.

## Beispiele

### Flagge

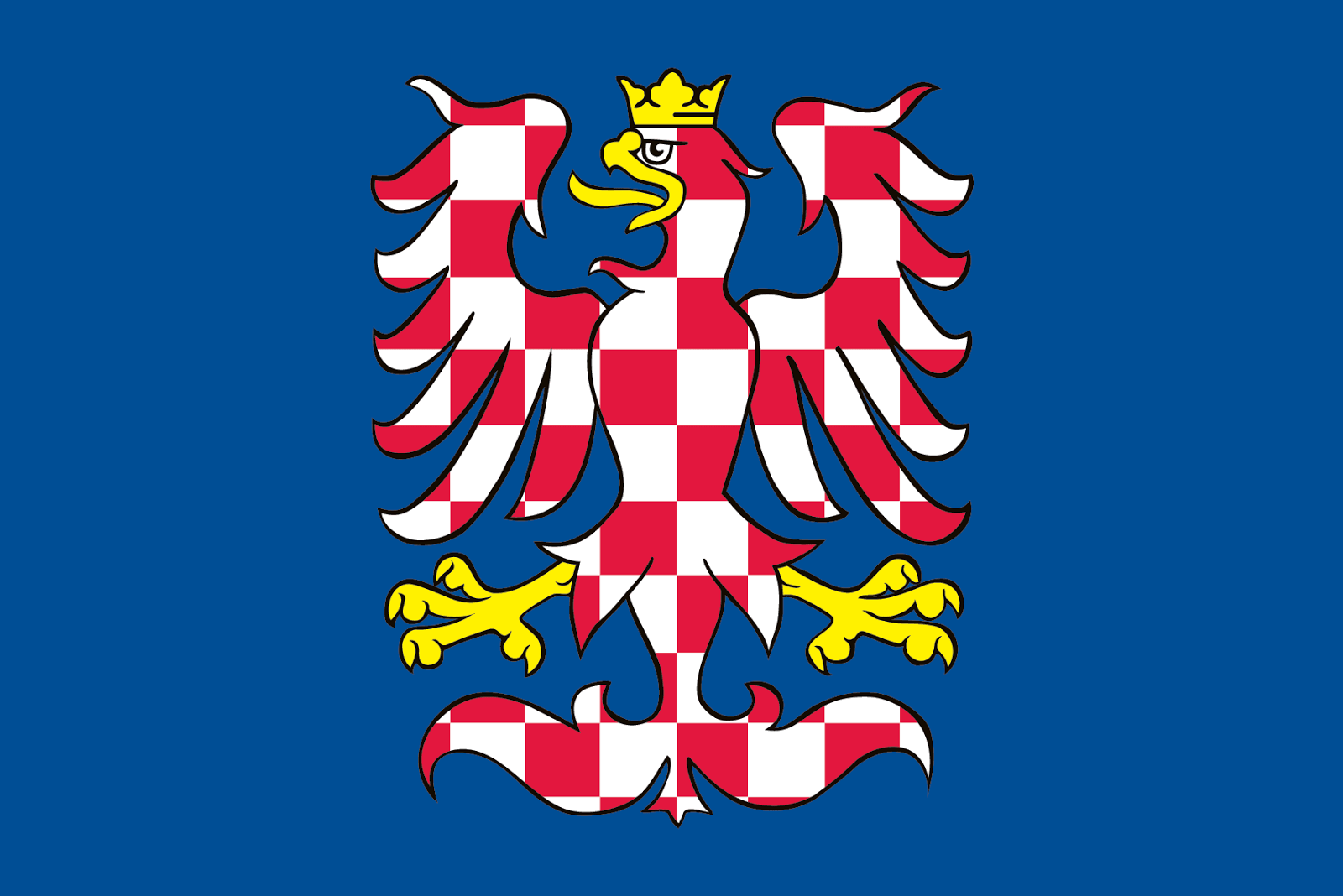
Die historische Flagge Mährens in Form eines blauen Blattes mit einem weiß-rot geschachten Adler mit gelber Krone und Bewehrung

### Der Mährische Adler im Feld

Großes Wappen Tschechiens (mit Böhmischem Löwen und Schlesischem Adler)
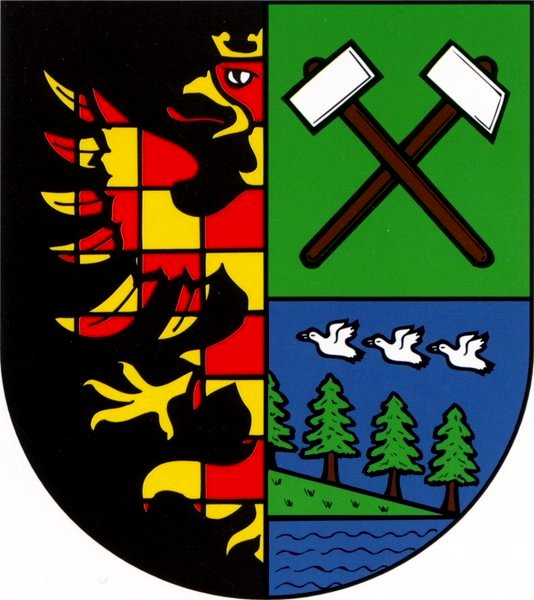
Gespalten in Gold-Rot: Vítkovice (Ostrava) (Witkowitz)
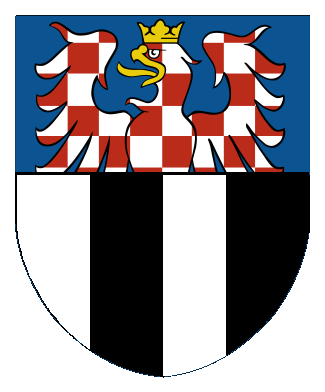
Wachsend: Drnholec (Dürnholz)
In einem Viertel, wachsend und gespalten: Slavkov u Brna (Austerlitz)
Zlínský kraj
Brno-Útěchov
Olmütz (Die vier Majuskeln S, P, Q, O stehen für Senatus populusque Olomucensis („Senat und Volk von Olmütz“).)

### Galerie

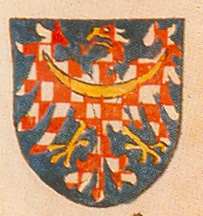
Mit Mond: Margreff von / merhern (Mähren) (Ingeram-Codex 042)
Mit Brustschild: Znojmo (Znaim)
Moravská Třebová (Mährisch Trübau)
Jevíčko (Gewitsch)

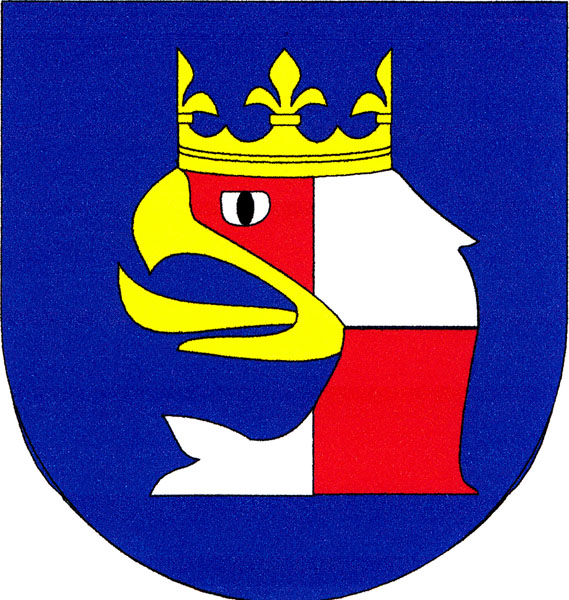
Adlerkopf: Velehrad
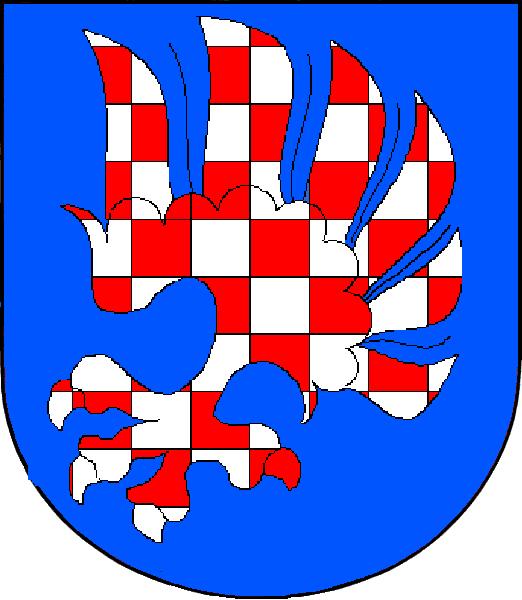
Klauenflügel: Náměšť na Hané
Als Attribut eines Wappenzeichens: Uherský Brod
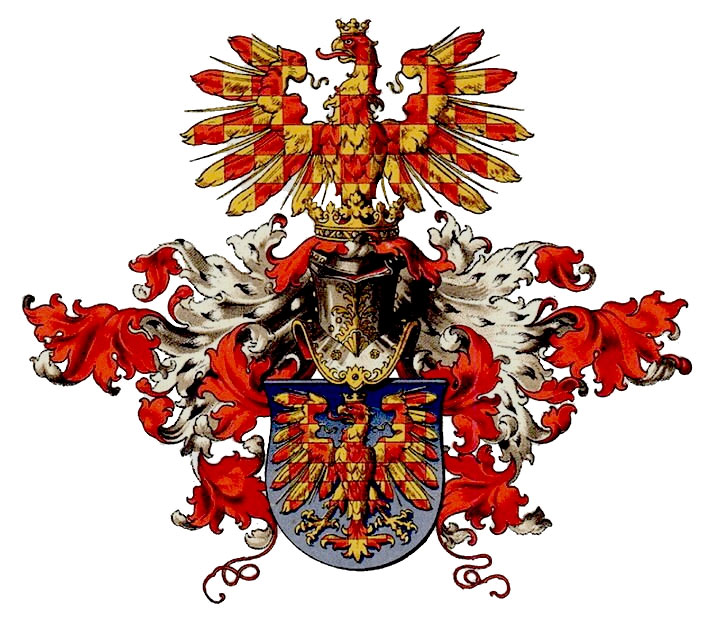
Helmzier: Markgrafschaft Mähren (Ströhl, um 1890)
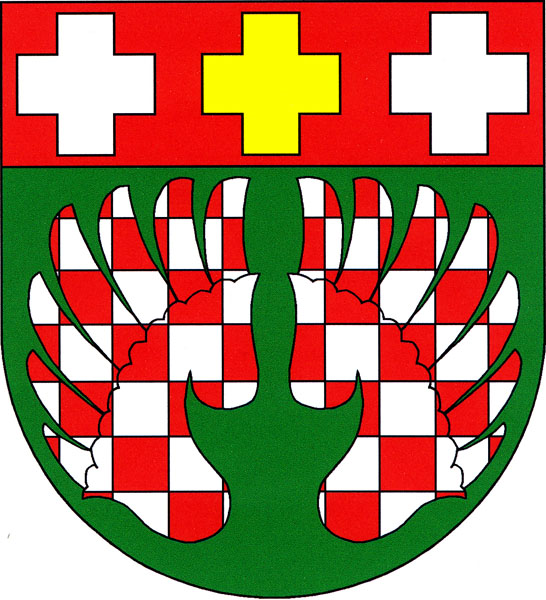
Flügel im Wappen von Žim

## Belege
1. ↑  Friedrich Prinz: Deutsche Geschichte in Osten Europas: Böhmen und Mähren. Wolf Jobst Siedler Verlag GmbH, Berlin 1993, ISBN 3-88680-200-0, S. 381 (online auf Google Books [abgerufen am 25. Februar 2013]).
2. ↑  Karel Maráz: Sfragistika: studijní texty pro posluchače pomocných věd historických a archivnictví: Panovnická a státní sfragistika. Hrsg.: Masarykova univerzita. Brno 2014, ISBN 978-80-210-7143-8, S. 88–89.
3. ↑  Karel Maráz, Sfragistika: studijní texty pro posluchače pomocných věd historických a archivnictví: Panovnická a státní sfragistika, Brno, 2014, s. 70-95. Abgerufen am 13. Februar 2020.
4. ↑  Štěpán Valecký: Erb českých králů. Zobrazování českého znaku v době Přemyslovců a Lucemburků. Hrsg.: Univerzita Karlova v Praze, Katolická teologická fakulta. Praha 2017, S. 39–40 (tschechisch).
5. ↑  František Pícha: O klenotu znaku moravského markraběte. In: Genealogické a heraldické informace 2010 : Moravská genealogická a heraldická společnost. Band 15 (30). Brno 2011, S. 7–32 (tschechisch).
6. ↑  Václav Vojtíšek: Naše státní znaky (staré a nynější). Vesmír, Praha 1921, S. 21 (tschechisch).
7. ↑  Vladimír Růžek: Cesty k definici (nejen) moravského znaku a praporu. In: Veřejná správa. Nr. 10, 2013, ISSN 1213-6581, S. 20–22:22 (tschechisch, online [abgerufen am 11. Dezember 2018]).
8. ↑  Zbyšek Svoboda, Pavel Fojtík, Petr Exner, Jaroslav Martykán: Odborné vexilologické stanovisko k moravské vlajce. In: Vexilologie. Zpravodaj České vexilologické společnosti. Nr. 169. Praha 2013, S. 3319, 3320 (online).
9. ↑  Milan Buben: Heraldik. Bearbeitete Ausgabe. Albatros, Praha 1987.
10. ↑  Tomáš Krejčík, František Pícha: Český a moravský znak ve znakové galerii v Gozzoburgu v Kremsu. In: Genealogické a heraldické informace 2008 : Moravská genealogická a heraldická společnost. Band 13 (28), 2009, ISSN 0862-8963, S. 49–57 (tschechisch).
11. ↑  Karolina Adamová: K heraldické výzdobě Staroměstské mostecké věže. Právně historický pohled. In: Pražský sborník historický. Band 15. Panorama, 1982, ISSN 0555-0238, S. 44–62 (tschechisch).
12. ↑  Vladimír Růžek: Cesty k definici (nejen) moravského znaku a praporu. In: Veřejná správa. Nr. 10, 2013, ISSN 1213-6581, S. 20–22:21 (tschechisch, online [abgerufen am 11. Dezember 2018]).
13. ↑  Jiří Bílý: Moravská orlice, symbol panovníka, země a národa. In: Moravský národní kongres (Hrsg.): Moravský historický sborník. Brno 2006, S. 277 (tschechisch).
14. ↑  Vladimír Růžek: Česká znaková galerie na hradě Laufu u Norimberka z roku 1361. In: Sborník archivních prací. Band 38, Nr. 1, 1988, S. 37–311 (tschechisch).
15. ↑  Lenka Bobková: Hrady Karla IV. v Laufu a Tangermünde, Panovnická reprezentace vepsaná do kamene. In: Martin Nodl, Petr Sommer (Hrsg.): Verba in imaginibus. Františku Šmahelovi k 70. narozeninám. Praha 2004 (tschechisch).
16. ↑  Česká znaková galerie na hradě Laufu u Norimberka z roku 1361. Abgerufen am 11. Dezember 2018.
17. ↑  Malba moravské orlice ve velké věži hradu Karlštejn v Čechách. Abgerufen am 11. Dezember 2018.
18. ↑  Jihlavský archiv ukázal své nejvzácnější dokumenty, jinak nepřístupné. In: iDNES.cz. 3. November 2012, abgerufen am 21. April 2019.
19. ↑  Gelnhausenův kodex (kodex A) - právní kniha. Jošt Lucemburský s moravským praporem v Jihlavské právní knize z roku 1407 na foliu 63r. Abgerufen am 11. Dezember 2018.
20. ↑  Ottokars Österreichische Reimchronik (MGH Deutsche Chroniken V,1). Abgerufen am 11. Dezember 2018.
21. ↑  Ottokar von Steiermark: 'Steirische Reimchronik'. In: www.handschriftencensus.de. Abgerufen am 11. Dezember 2018.
22. ↑  František Pícha: Znaky a prapory v kronice Ottokara Štýrského. In: Vexilologie. Zpravodaj České vexilologické společnosti. Nr. 169. Praha 2013, S. 3320–3323 (tschechisch, englisch).
23. ↑  Václav Vojtíšek: Naše státní znaky (staré a nynější). Vesmír, Praha 1921, S. 22 (tschechisch).
24. ↑  Alexius Habrich: Iura primaeva Moraviae. Bayerische Staatsbibliothek digital, 1781, S. 38-42, abgerufen am 29. März 2020 (Latein).
25. ↑  Archiv český čili staré písemné památky české i moravské, svazek X. Josef Kalousek, 1890, S. 273-274, abgerufen am 29. März 2020 (Latein).
26. ↑  Berthold Bretholz: Das mährische Landesarchiv, Seine Geschichte, seine Bestände. Brno 1908, S. 124.
27. 1 2  Ivan Štarha: Historie, moravské barvy a moravská vlajka. In: Veřejná správa. Band 2013, Nr. 9, ISSN 1213-6581, S. 8–9 (tschechisch, online [abgerufen am 11. Dezember 2018]).
28. 1 2  František Pícha: K 550 letům erbovní listiny císaře Fridricha III. pro moravské stavy. In: Genealogické a heraldické informace 2012 : Moravská genealogická a heraldická společnost. Band 17 (32), 2013, ISSN 0862-8963, S. 60–80 (tschechisch).
29. ↑  Ivan Štarha: Historie, moravské barvy a moravská vlajka. In: Veřejná správa. Band 2013, Nr. 9, ISSN 1213-6581, S. 8–9:8 (tschechisch, online [abgerufen am 11. Dezember 2018]).
30. ↑  Naše znaky státní (staré a nynější), s. 23.
31. ↑  Pavel Sedláček: Symboly republiky. Hrsg.: Vláda České republiky. Praha 2009, S. 10 (tschechisch, online [PDF]).
32. ↑  Císařský exemplář Müllerovy mapy Moravy. Abgerufen am 11. Dezember 2018.
33. ↑  Joseph Paldus: Johann Christoph Müller. Ein Beitrag zur Geschichte vaterländischer Kartographie, in: Mitteilungen des K. u. K. Kriegsarchivs, 3. Folge, 5. Band. Vídeň 1907, S. 79–82.
34. ↑  Milan Hlinomaz: Ke státní a zemské symbolice českého státu v období 1526–1918. In: Paginae historiae. Sborník Národního archivu. Nr. 3, 1995, ISSN 1211-9768, S. 161 (tschechisch, online [PDF; abgerufen am 11. Dezember 2018]). online (Memento des Originals vom 2. April 2015 im Internet Archive)  Info: Der Archivlink wurde automatisch eingesetzt und noch nicht geprüft. Bitte prüfe Original- und Archivlink gemäß Anleitung und entferne dann diesen Hinweis.
35. ↑  Karel Mlateček, Tomáš Černušák: Morava jako součást českého státu. Společný vývoj od středověku do 20. století. Události – jevy – osobnosti. Brno 2018, S. 130, 132 (tschechisch).
36. ↑  František Pícha: Moravské barvy a vlajky v revolučním roce 1848. In: Genealogické a heraldické informace 2017: Moravská genealogická a heraldická společnost. Band 22 (37). Brno 2018, S. 40–41 (tschechisch).
37. ↑  11. října 1915, Brno - nařízení tiskové policie ve věci vydání nového státního znaku. Abgerufen am 10. Februar 2020.
38. ↑  Das Wappen und die Landesfarben Mährens. In: Brünner Zeitung. Nr. 233, 12. Oktober 1915, S. 1 (online [abgerufen am 10. Februar 2020]).
39. ↑  Vyhláška c. k. ministerského předsedy ze dne 3. listopadu 1915, kterou se stanoví a popisuje znak rakouských zemí. Abgerufen am 11. Dezember 2018.
40. ↑  Kundmachung des k. k. Minister-präsidenten vom 3. November 1915, betreffend die Festsetzung und Beschreibung des Wappens der österreichischen Länder. Abgerufen am 11. Dezember 2018.
41. ↑  Moravské zemské barvy v roce 1915 - otázka vyvěšování praporů, uveřejnění schválených nových znaků rakousko-uherského mocnářství a rakouských zemí v říšském zákoníku. Abgerufen am 11. Dezember 2018.
42. ↑  29. prosince 1915, Brno - stanovení znaku rakouských zemí a znaku rakousko-uherské monarchie a způsobu jejich užití. Abgerufen am 11. Dezember 2018.
43. ↑  Zákon ze dne 30. března 1920, kterým se vydávají ustanovení o státní vlajce, státních znacích a státní pečeti. Abgerufen am 11. Dezember 2018.
44. ↑  Nařízení ze dne 20. srpna 1920 k provedení zákona ze dne 30. března 1920, č. 252 Sb. z. a n., kterým se vydávají ustanovení o státní vlajce, státních znacích a státní pečeti. Abgerufen am 11. Dezember 2018.
45. ↑  Zákon ze dne 21. října 1936 o užívání vlajek, znaků a jiných symbolů, jakož i stejnokrojů a odznaků, a o opatřeních proti závadným označením. Abgerufen am 11. Dezember 2018.
46. ↑  Moravská orlice jako součást státních symbolů Československé republiky (1918-1939, 1945-1960), Protektorátu Čechy a Morava (1939-1945), České republiky (1993-). Abgerufen am 11. Dezember 2018.
47. ↑  Moravská orlice ve velkém státním znaku. Abgerufen am 11. Dezember 2018.
48. ↑  Lucie Karpíšková: Proces tvorby krajských znaků. (PDF) 2008, S. 24-97, abgerufen am 10. Februar 2020 (tschechisch).
49. ↑  Interní normativní akt volených orgánů kraje. Směrnice: Znak, vlajka a logo JMK. Zásady pro použití znaku, vlajky a loga Jihomoravského kraje. Abgerufen am 14. Februar 2020.
50. ↑  Lucie Karpíšková: Proces tvorby krajských znaků. (PDF) 2008, S. 24-30, abgerufen am 14. Februar 2020 (tschechisch).